# Lapplands yrkeshögskola

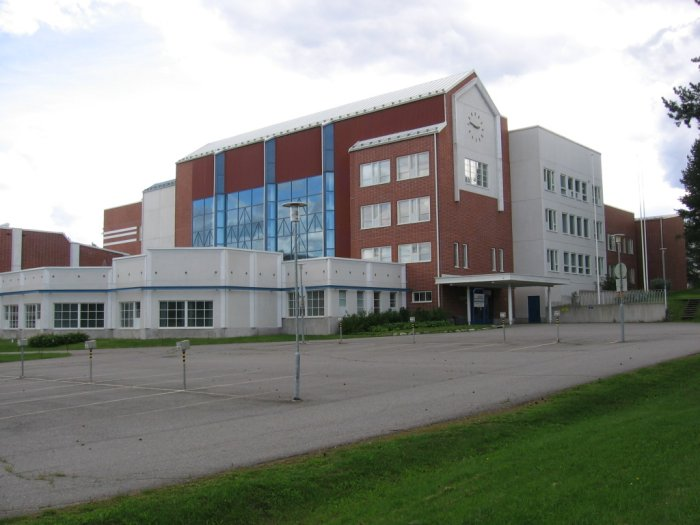
Virinkangas Campus i Rovaniemi, 2005

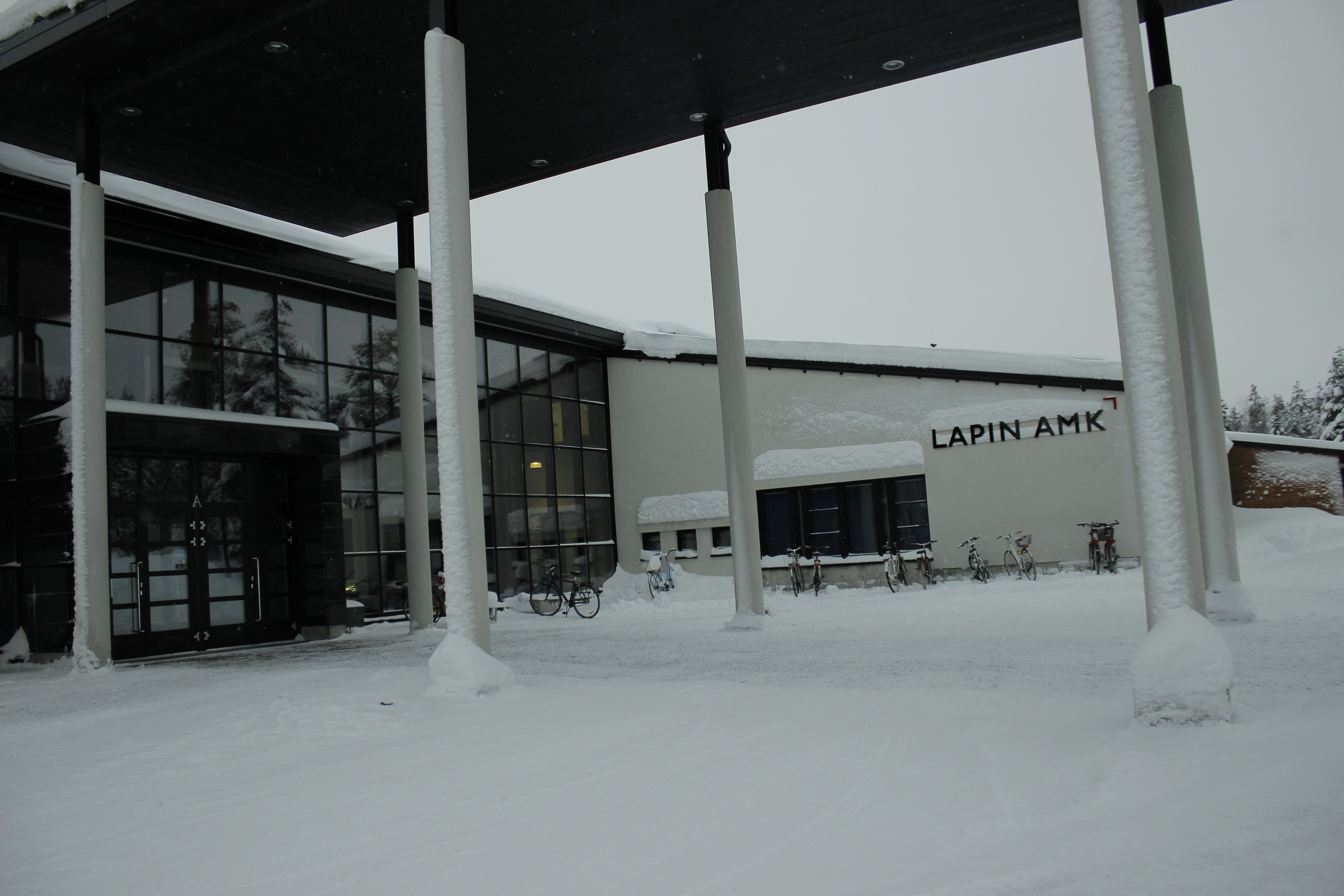
Campus i Kemi

Lapplands Yrkeshögskola är en finländsk yrkeshögskola med säte i Rovaniemi.
Lapplands Yrkeshögskola bildades 2014 genom en sammanslagning av Kemi–Torneå yrkeshögskola och Rovaniemi yrkeshögskola. Den undervisar inom fyra huvudområden:
- Social-, hälso- och idrottsområdet, med centraladministration i Rovaniemi
- Företagsekonomi och kultur, med centraladministration i Torneå 65°51′05″N 24°08′20″Ö / 65.85139°N 24.13889°Ö
- Avdelningen för turism, med centraladministration i Rovaniemi
- Industri och naturbruk, med centraladministration i Kemi 65°45′15″N 24°34′54″Ö / 65.75417°N 24.58167°Ö